# 昆明市官渡区南开日新学校
昆明市官渡区南开日新学校，建于2019年，位于云南省昆明市官渡区吴井街道，是由南开大学基础教育中心与官渡区教育局合作建设的九年制非营利性学校。

## 历史
2018年12月5日，南开大学基础教育管理中心与昆明市官渡区在昆明签订合作办学协议并在昆明会堂举行签约仪式，双方拟在官渡区合作建立南开日新国际（云南）学校。
根据工商登记备案信息，2019年4月，昆明市官渡区南开日新学校昆明市官渡区民政局注册登记，法定代表人为赵体光。
2019年秋季，学校正式开学，并定名为昆明市官渡区南开日新学校。

## 管理
南开大学与官渡区约定，学校使用南开日新品牌。天津南开日新学校负责推荐执行校长，选派教师和管理人员。
2019年，南开大学附属小学常务副校长、天津南开日新学校校长薛素梅出任昆明学校首任校长。